# Lustem
Lustem is een Belgisch bier. Het wordt gebrouwen door 't Hofbrouwerijke te Beerzel voor De Verhuisbrouwerij uit Deurne.

## Achtergrond
De Verhuisbrouwerij zijn hobbybrouwers die maandelijks met hun brouwcaravan naar een andere plaats verhuizen om daar brouwdemonstraties te geven. Enkele bieren laten ze op grotere schaal brouwen in professionele brouwerijen om hun kosten te dekken. Kenmerkend voor De Verhuisbrouwerij is dat ze zeer gedetailleerde informatie over hun bieren vrijgeven op de etiketten.

“Lustem” is het tweede bier van de Verhuisbrouwerij dat grootschalig werd gebrouwen. Het werd gelanceerd in 2008. De naam is enerzijds dialect voor “Smaakt het?”. Anderzijds verwijst de naam naar lustrum, een periode van 5 jaar: in 2008 was het 5 jaar dat 5 vrienden met de Verhuisbrouwerij rondreden.

## Het bier
Lustem is een koperkleurig bier van hoge gisting met een alcoholpercentage van 7%. Het is geïnspireerd door het Duitse bruine tarwebier: de Dunkelweizen. Als extra ingrediënten bevat het bier koriander, gedroogde sinaasappelschillen en Iers mos. Alle brouwsels van De Verhuisbrouwerij krijgen een nummer, maar ook alle brouwsels van een bepaald bier krijgen een eigen nummer omdat er smaakevolutie ontstaat in de fles en ieder bier dus een beetje een andere smaak heeft. Lustem werd voor het eerst gebrouwen op 10 februari 2008, dit werd Lustem I. Intussen werd Lustem vijfmaal gebrouwen en is het allemaal uitverkocht. Van de eerste 4 werd telkens 500 liter gemaakt. Het laatste brouwsel (Lustem V) dateert van november 2009 en werd gebotteld in januari 2010. Hiervan werd 700 liter gebrouwen. De eerste vier keer werd het bier gebrouwen in 't Hofbrouwerijke te Beerzel. Lustem V werd gemaakt in Brouwerij Nieuwhuys te Hoegaarden. Sinds 2012 wordt Lustem (VI dus) terug gebrouwen bij ’t Hofbrouwerijke.